# Chilijskie odznaczenia

## Chile

### Odznaczenia cywilne
| Baretka             | Nazwa polska                                                             | Nazwa hiszpańska                                                                 |
| Odznaczenia cywilne | Odznaczenia cywilne                                                      | Odznaczenia cywilne                                                              |
| ------------------- | ------------------------------------------------------------------------ | -------------------------------------------------------------------------------- |
|                     | Order Zasługi Chile – Łańcuch                                            | Orden al Mérito de Chile – Collar                                                |
|                     | Order Zasługi Chile – Krzyż Wielki                                       | Orden al Mérito de Chile – Gran Cruz                                             |
|                     | Order Zasługi Chile – Wielki Oficer                                      | Orden al Mérito de Chile – Gran Oficial                                          |
|                     | Order Zasługi Chile – Komandor                                           | Orden al Mérito de Chile – Comendador                                            |
|                     | Order Zasługi Chile – Oficer                                             | Orden al Mérito de Chile – Oficial                                               |
|                     | Order Zasługi Chile – Kawaler                                            | Orden al Mérito de Chile – Caballero                                             |
|                     | Order Bernardo O’Higginsa – Łańcuch                                      | Orden Bernardo O´Higgins – Collar                                                |
|                     | Order Bernardo O’Higginsa – Krzyż Wielki                                 | Orden Bernardo O´Higgins – Gran Cruz                                             |
|                     | Order Bernardo O’Higginsa – Wielki Oficer                                | Orden Bernardo O´Higgins – Gran Oficial                                          |
|                     | Order Bernardo O’Higginsa – Komandor                                     | Orden Bernardo O´Higgins – Comendador                                            |
|                     | Order Bernardo O’Higginsa – Oficer                                       | Orden Bernardo O´Higgins – Oficial                                               |
|                     | Order Bernardo O’Higginsa – Kawaler                                      | Orden Bernardo O´Higgins – Caballero                                             |
|                     | Order Zasługi Naukowej i Kulturalnej Gabrieli Mistral – Wielki Oficer    | Orden al Mérito Docente y Cultural "Gabriela Mistral" – Gran Oficial             |
|                     | Order Zasługi Naukowej i Kulturalnej Gabrieli Mistral – Komandor         | Orden al Mérito Docente y Cultural "Gabriela Mistral" – Comendador               |
|                     | Order Zasługi Naukowej i Kulturalnej Gabrieli Mistral – Kawaler lub Dama | Orden al Mérito Docente y Cultural "Gabriela Mistral" – Caballero o Lazo de Dama |
| w przygot.          | Odznaka za Chwalebną Służbę Republice                                    | Condecoración Servicios Meritorios a la República                                |
| w przygot.          | Medal Zasługi Dyplomatycznej                                             | Medalla al Mérito Diplomático                                                    |
| w przygot.          | Medal Zasługi Urzędniczej                                                | Medalla al Mérito Funcionario                                                    |

### Odznaczenia wojskowe
| Baretka                           | Nazwa polska                                                                                                 | Nazwa hiszpańska |
| Odznaczenia prezydenckie          | Odznaczenia prezydenckie                                                                                     | Odznaczenia prezydenckie                                                                                             |
| --------------------------------- | --- | --- |
| nie istnieje                      | Odznaka Prezydenta Republiki – Łańcuch Krzyża Wielkiego                                                      | Condecoración Presidente de la República – Collar de la Gran Cruz                                                    |
| nie istnieje                      | Odznaka Prezydenta Republiki – Krzyż Wielki Dowództwa Wojskowego Polityczno–Strategicznego                   | Condecoración Presidente de la República – Gran Cruz de la Conducción Militar Político - Estratégica                 |
| w przygot.                        | Odznaka Prezydenta Republiki – Służba Prezydencji Republiki – 1. Stopnia                                     | Condecoración Presidente de la República – De Servicio de la Presidencia de la República – Primer Grado              |
| w przygot.                        | Odznaka Prezydenta Republiki – Służba Prezydencji Republiki – 2. Stopnia                                     | Condecoración Presidente de la República – De Servicio de la Presidencia de la República – Segundo Grado             |
| w przygot.                        | Odznaka Prezydenta Republiki – Służba Prezydencji Republiki – 3. Stopnia                                     | Condecoración Presidente de la República – De Servicio de la Presidencia de la República – Tercer Grado              |
|                                   | Odznaka Prezydenta Republiki – Wielki Oficer                                                                 | Condecoración Presidente de la República – Gran Oficial                                                              |
|                                   | Odznaka Prezydenta Republiki – Oficer                                                                        | Condecoración Presidente de la República – Oficial                                                                   |
|                                   | Odznaka Prezydenta Republiki – Kawaler                                                                       | Condecoración Presidente de la República – Caballero                                                                 |
|                                   | Odznaka „Prezydencja Republiki za Standardy Bojowe”                                                          | Condecoración "Presidencia de la República para Estandartes de Combate"                                              |
| Odznaczenia sił zbrojnych         | | |
|                                   | Odznaka „Gwiazda Wojskowa Sił Zbrojnych” – Wielka Gwiazda Zasługi Wojskowej                                  | Condecoración "Estrella Militar de las Fuerzas Armadas" – Gran Estrella Al Mérito Militar                            |
|                                   | Odznaka „Gwiazda Wojskowa Sił Zbrojnych” – Gwiazda Zasługi Wojskowej                                         | Condecoración "Estrella Militar de las Fuerzas Armadas" – Estrella Al Mérito Militar                                 |
|                                   | Odznaka „Gwiazda Wojskowa Sił Zbrojnych” – Gwiazda Wojskowa                                                  | Condecoración "Estrella Militar de las Fuerzas Armadas" – Estrella Militar                                           |
| w przygot.                        | Odznaka „Za Zasługi Wojskowe dla Sił Zbrojnych” – Wielkie Zasługi Wojskowe                                   | Condecoración "Al Mérito Militar de las Fuerzas Armadas" – Al Gran Mérito Militar                                    |
| w przygot.                        | Odznaka „Za Zasługi Wojskowe dla Sił Zbrojnych” – Zasługi Wojskowe                                           | Condecoración "Al Mérito Militar de las Fuerzas Armadas" – Al Mérito Militar                                         |
| w przygot.                        | Odznaka „Za Zasługi Wojskowe dla Sił Zbrojnych” – Wojskowe                                                   | Condecoración "Al Mérito Militar de las Fuerzas Armadas" – Militar                                                   |
| Odznaczenia za waleczność         | | |
|                                   | Odznaka „Za Waleczność”                                                                                      | Condecoración "Al Valor"                                                                                             |
| Odznaka ministra obrony narodowej | | |
| w przygot.                        | Odznaka „Minister Obrony Narodowej” –                                                                        | Condecoración "Del Ministro de Defensa Nacional"                                                                     |
| w przygot.                        | Odznaka „Za Honor Narodowy”                                                                                  | Condecoración "Al Honor Nacional"                                                                                    |
| Odznaczenia za zwycięstwa         | | |
|                                   | Odznaka „Krzyż Wielki Zwycięstwa”                                                                            | Condecoración "Gran Cruz de la Victoria"                                                                             |
|                                   | Odznaka „Krzyż Zwycięstwa”                                                                                   | Condecoración "Cruz de la Victoria"                                                                                  |
| Odznaczenia wojsk lądowych        | | |
| w przygot.                        | Odznaka „Za Zasługi Wojskowe” – Wielka Gwiazda Sił Lądowych Chile za Zasługi Wojskowe                        | Condecoración "Al Mérito Militar" – Gran Estrella Ejército de Chile al Mérito Militar                                |
| w przygot.                        | Odznaka „Za Zasługi Wojskowe” – Za Wielkie Zasługi dla Sił Lądowych Chile                                    | Condecoración "Al Mérito Militar" – Al Gran Mérito Ejército de Chile                                                 |
| nie istnieje                      | Odznaka „Za Zasługi Wojskowe” – Gwiazda Honorowa za Zasługi dla Broni i Służby                               | Condecoración "Al Mérito Militar" – Estrella de Honor al Mérito de las Armas y Servicios                             |
| w przygot.                        | Odznaka „Siły Lądowe Chile”                                                                                  | Condecoración "Ejército de Chile"                                                                                    |
| nie istnieje                      | Odznaka „Głównego Dowództwa Sił Lądowych”                                                                    | Condecoración "Comandancia en Jefe del Ejército"                                                                     |
| w przygot.                        | Odznaka „Gwiazda Honorowa za Zasługi dla Sztabu Generalnego”                                                 | Condecoración "Estrella de Honor al Mérito del Estado Mayor"                                                         |
| w przygot.                        | Odznaka „Gwiazda Honorowa za Zasługi dla Wojskowego Korpusu Pracy”                                           | Condecoración "Estrella de Honor al Mérito Cuerpo Militar del Trabajo"                                               |
| w przygot.                        | Odznaka „200-lecia Republiki Chile”                                                                          | Condecoración "Bicentenario de la República de Chile"                                                                |
| w przygot.                        | Odznaka „Krzyż Wielki 200-lecia Sił Lądowych”                                                                | Condecoración "Gran Cruz Ejército Bicentenario"                                                                      |
| w przygot.                        | Odznaka „Krzyż 200-lecia Sił Lądowych”                                                                       | Condecoración "Cruz Ejército Bicentenario"                                                                           |
| w przygot.                        | Odznaka „200-lecie Sił Lądowych”                                                                             | Condecoración "Ejército Bicentenario"                                                                                |
| Odznaczenia sił morskich          | | |
| w przygot.                        | Order Zasługi Morskiej – Komandor                                                                            | Orden del Mérito Naval – Comendador                                                                                  |
| w przygot.                        | Order Zasługi Morskiej – Oficer                                                                              | Orden del Mérito Naval – Oficial                                                                                     |
| w przygot.                        | Order Zasługi Morskiej – Kawaler                                                                             | Orden del Mérito Naval – Caballero                                                                                   |
| w przygot.                        | Odznaka „Wielka Gwiazda Sił Morskich Chile za Zasługi Wojskowe”                                              | Condecoración "Gran Estrella Armada de Chile al Mérito Militar"                                                      |
| w przygot.                        | Odznaka „Za Wielkie Zasługi dla Sił Morskich Chile”                                                          | Condecoración "Al Gran Mérito Armada de Chile"                                                                       |
| w przygot.                        | Odznaka „Siły Morskie Chile”                                                                                 | Condecoración "Armada de Chile"                                                                                      |
| w przygot.                        | Odznaka „Służba Głównego Dowództwa Sił Morskich”                                                             | Condecoración "Servicio de la Comandancia en Jefe de la Armada"                                                      |
| w przygot.                        | Odznaka „Krzyż Wielki Służby Pokładowej”                                                                     | Condecoración "Gran Cruz de Servicio a Bordo"                                                                        |
| w przygot.                        | Odznaka „Krzyż Służby Pokładowej I Klasy”                                                                    | Condecoración "Cruz de Servicio a Bordo de Primera Clase"                                                            |
| w przygot.                        | Odznaka „Krzyż Służby Pokładowej II Klasy”                                                                   | Condecoración "Cruz de Servicio a Bordo de Segunda Clase"                                                            |
| w przygot.                        | Odznaka „Krzyż Wielki Służby Operacyjnej w Jednostkach Lotnictwa Morskiego dla Pilotów Marynarki Wojennej”   | Condecoración "Gran Cruz de Servicios Operativos en Unidades Aeronavales para Pilotos Aviadores Navales"             |
| w przygot.                        | Odznaka „Krzyż Służby Operacyjnej w Jednostkach Lotnictwa Morskiego dla Pilotów Marynarki Wojennej I Klasy”  | Condecoración "Cruz de Servicios Operativos en Unidades Aeronavales de Primera Clase para Pilotos Aviadores Navales" |
| w przygot.                        | Odznaka „Krzyż Służby Operacyjnej w Jednostkach Lotnictwa Morskiego dla Pilotów Marynarki Wojennej II Klasy” | Condecoración "Cruz de Servicios Operativos en Unidades Aeronavales de Segunda Clase para Pilotos Aviadores Navales" |
| w przygot.                        | Odznaka „Krzyż Wielki Służby Operacyjnej w Jednostkach Lotnictwa Morskiego”                                  | Condecoración "Gran Cruz de Servicios Operativos en Unidades Aeronavales"                                            |
| w przygot.                        | Odznaka „Krzyż Służby Operacyjnej w Jednostkach Lotnictwa Morskiego I Klasy”                                 | Condecoración "Cruz de Servicios Operativos en Unidades Aeronavales de Primera Clase"                                |
| w przygot.                        | Odznaka „Krzyż Służby Operacyjnej w Jednostkach Lotnictwa Morskiego II Klasy”                                | Condecoración "Cruz de Servicios Operativos en Unidades Aeronavales de Segunda Clase"                                |
| w przygot.                        | Odznaka „Krzyż Wielki Służby Operacyjnej w Jednostkach Piechoty Morskiej”                                    | Condecoración "Gran Cruz de Servicios Operativos en Unidades de Infantería de Marina"                                |
| w przygot.                        | Odznaka „Krzyż Służby Operacyjnej w Jednostkach Piechoty Morskiej I Klasy”                                   | Condecoración "Cruz de Servicios Operativos en Unidades de Infantería de Marina de Primera Clase"                    |
| w przygot.                        | Odznaka „Krzyż Służby Operacyjnej w Jednostkach Piechoty Morskiej II Klasy”                                  | Condecoración "Cruz de Servicios Operativos en Unidades de Infantería de Marina de Segunda Clase"                    |
| w przygot.                        | Odznaka „Krzyż Wielki Służby Operacyjnej w Taktycznych Jednostkach Nurkowych”                                | Condecoración "Gran Cruz de Servicios Operativos en Unidades de Buceo Táctico"                                       |
| w przygot.                        | Odznaka „Krzyż Służby Operacyjnej w Taktycznych Jednostkach Nurkowych I Klasy”                               | Condecoración "Cruz de Servicios Operativos en Unidades de Buceo Táctico de Primera Clase"                           |
| w przygot.                        | Odznaka „Krzyż Służby Operacyjnej w Taktycznych Jednostkach Nurkowych II Klasy”                              | Condecoración "Cruz de Servicios Operativos en Unidades de Buceo Táctico de Segunda Clase"                           |
| w przygot.                        | Odznaka „Krzyż Wielki Służby w Dowództwie Morskim”                                                           | Condecoración "Gran Cruz de Servicio Autoridad Marítima"                                                             |
| w przygot.                        | Odznaka „Krzyż Służby w Dowództwie Morskim I Klasy”                                                          | Condecoración "Cruz de Servicio Autoridad Marítima de Primera Clase"                                                 |
| w przygot.                        | Odznaka „Krzyż Służby w Dowództwie Morskim II Klasy”                                                         | Condecoración "Cruz de Servicio Autoridad Marítima de Segunda Clase"                                                 |
| Odznaczenia sił powietrznych      | | |
|                                   | Krzyż Zasługi Lotnictwa Chile – Krzyż Wielki Zasługi Lotniczej                                               | Cruz al Mérito Aeronáutico de Chile – Gran Cruz al Mérito Aeronáutico                                                |
|                                   | Krzyż Zasługi Lotnictwa Chile – Krzyż Zasługi Lotniczej                                                      | Cruz al Mérito Aeronáutico de Chile – Cruz al Mérito Aeronáutico                                                     |
|                                   | Krzyż Zasługi Lotnictwa Chile – Krzyż Wybitnego Lotnictwa                                                    | Cruz al Mérito Aeronáutico de Chile – Cruz al Vuelo Distinguido                                                      |
|                                   | Krzyż Zasługi Lotnictwa Chile – Krzyż Wybitnej Służby                                                        | Cruz al Mérito Aeronáutico de Chile – Cruz de Servicios Distinguidos                                                 |
| okucia                            | Krzyż Zasługi Lotnictwa Chile – Okucie Honorowe                                                              | Cruz al Mérito Aeronáutico de Chile – Barra de Honor                                                                 |
|                                   | Odznaka „Wielka Gwiazda Sił Powietrznych Chile”                                                              | Condecoración "Gran Estrella Fuerza Aérea de Chile al Mérito Militar"                                                |
| w przygot.                        | Odznaka „Za Wielkie Zasługi Sił Powietrznych Chile”                                                          | Condecoración "Al Gran Mérito Fuerza Aérea de Chile"                                                                 |
| w przygot.                        | Odznaka „Siły Powietrzne Chile”                                                                              | Condecoración "Fuerza Aérea de Chile"                                                                                |
| w przygot.                        | Odznaka „Głównego Dowództwa Sił Powietrznych”                                                                | Condecoración "Comandancia en Jefe de la Fuerza Aérea"                                                               |
| w przygot.                        | Odznaka „Generał Diego Aracena Aguilar”                                                                      | Condecoración "General Diego Aracena Aguilar"                                                                        |

### Odznaczenia dawne, zniesione lub wygasłe
| Baretka | Nazwa polska                   | Nazwa hiszpańska                                                      | Ustanowiono |
| ------- | ------------------------------ | --------------------------------------------------------------------- | ----------- |
|         | Legia Zasługi Chile            | Legión al Mérito de Chile                                             | (1817)      |
|         | Medal za Bitwę pod Chacabuco   | Medalla por Batalla de Chacabuco                                      | (1817)      |
|         | Medal za Bitwę pod Maipo       | Medalla por Batalla de Maipo                                          | (1818)      |
|         | Medal za Obronę Valdivii       | Medalla por Defensa de Valdivia                                       | (1821)      |
|         | Medal za Punta del Medano      | Medalla por Punta del Medano                                          | (1822)      |
|         | Medal Zwycięzców spod Baron    | Medalla a los Vencedores Del Baron                                    | (1937)      |
|         | Medal za Bitwę pod Ancach      | Medalla por Batalla de Ancach                                         | (1839)      |
|         | Medal Pamiątkowy Wojny 1839    | Medalla Conmemorativa de la Guerra de la Confederación Perú-Boliviana |             |
|         | Medal za Walkę o Yungay        | Medalla por Combate del Yungay                                        | (1839)      |
|         | Medal za Walkę o Casma         | Medalla por Combate del Casma                                         | (1939)      |
|         | Medal Pamiątkowy Wojny 1879    | Medalla Conmemorativa de la Guerra del Pacífico                       |             |
|         | Medal za Walkę o Iquique       | Medalla de Combate del Iquique                                        | (1879)      |
|         | Medal za Walkę o Tarapaca      | Medalla por Combate del Tarapaca                                      | (1881)      |
|         | Medal Walkę Morską pod Angamos | Medalla de Combate Naval de Angamos                                   | (1881)      |
|         | Medal Valparaiso dla Odważnych | Medalla del Valparaiso a sus Valientes                                | (1882)      |
|         | Medal za Bitwę pod Miraflores  | Medalla por la Batalla de Miraflores                                  | (1882)      |
|         | Krzyż Bitwy pod Huamachuco     | Cruz de Batalla de Huamachuco                                         | (1883)      |
|         | Medal za Bitwę pod Aconcagua   | Medalla por al Batalla de Aconcagua                                   | (1883)      |
|         | Medal za Kampanię pod Limą     | Medalla de la Campaña de Lima                                         | (1882)      |